# Camaiore Calcio A.S.D.
Camaiore Calcio Associazione Sportiva Dilettantistica là một câu lạc bộ bóng đá Ý nằm ở Camaiore, Toscana.

## Lịch sử
Câu lạc bộ được thành lập vào năm 1955 và ban đầu tham gia vào Promozione Toscana. Vào giữa những năm 60, câu lạc bộ xuống hạng ở cấp độ thấp hơn Prima Cargetoria, nhưng họ cũng đã chơi ở Serie D trong năm mùa liên tiếp giữa 1970 và 1975.
Sau khi chơi hơn một thập kỷ ở Eccellenza, Camaiore năm 1990 trở lại Serie D (sau đó được đặt tên là Campionato Interregionale), trước khi xuống hạng một lần nữa vào năm 2001.
Trong mùa giải 2009-10, Camaiore đã giành chiến thắng trong trận play-off khu vực và thăng hạng trở lại Serie D. Vào cuối mùa giải 2010-11, họ kết thúc ở vị trí thứ 6, chỉ còn một điểm nữa là giành quyền vào vòng playoffs.
Kể từ mùa giải 2014-15, Camaiore lại tham gia vào Eccellenza Toscana.

## Màu sắc và huy hiệu
Các màu câu lạc bộ là đỏ và xanh.